# NGC 870
NGC 870 este o galaxie lenticulară situată în constelația Berbecul. A fost descoperită în 22 noiembrie 1854 de către William Parsons, 3rd Earl of Rosse⁠(d).